# Pitthea famulita
Pitthea famulita là một loài bướm đêm trong họ Geometridae.